# Diga di Germeçtepe
La diga di Germeçtepe è una diga della Turchia. Si trova nella provincia di Kastamonu.